# Hicks (Familienname)
Hicks ist ein englischer Familienname.

## Herkunft und Bedeutung
Hicks ist eine Ableitung des mittelalterlichen Vornamens „Hicke“, ein Diminutiv von Richard.

## Namensträger

### A
- Adam Hicks (* 1992), US-amerikanischer Schauspieler, Rapper und Tänzer
- Adelaide Hicks (1845–1930), neuseeländische Stewardess, Hebamme, Krankenschwester und Sozialarbeiterin
- Akiem Hicks (* 1989), US-amerikanischer American-Football-Spieler
- Alex Hicks (* 1969), kanadischer Eishockeyspieler
- Andy Hicks (* 1973), englischer Snookerspieler
- Annika Hicks (* 1991), kanadische Skilangläuferin
- Anthony Hicks (Musikwissenschaftler) (Anthony Christoph Hicks; 1943–2010), britischer Musikwissenschaftler
- Anthony Christopher Hicks (* 1945), britischer Gitarrist und Sänger, siehe Tony Hicks (Musiker, 1945)
- Artis Hicks (* 1978), US-amerikanischer American-Football-Spieler

### B
- Beatrice Hicks (1919–1979), US-amerikanische Ingenieurin
- Betty Hicks Newell (1920–2011), US-amerikanische Golferin
- Bill Hicks (1961–1994), US-amerikanischer Komiker

### C
- Catherine Hicks (* 1951), US-amerikanische Schauspielerin
- Clifford B. Hicks (1920–2010), US-amerikanischer Schriftsteller
- Craig Stephen Hicks (* 1969), US-amerikanischer Todesschütze, siehe Attentat in Chapel Hill
- Crispin Joynson-Hicks, 4. Viscount Brentford (* 1933), britischer Anwalt und Politiker

### D
- Dan Hicks (Sänger) (1941–2016), US-amerikanischer Musiker
- Dan Hicks (Schauspieler) (* 1951), US-amerikanischer Schauspieler
- Dan Hicks (Ringer), US-amerikanischer Ringer
- Dan Hicks (Sportkommentator) (* 1962), US-amerikanischer Sportkommentator
- Dan Hicks (Archäologe) (* 1972), britischer Archäologe und Anthropologe
- Dave Hicks (David Anthony Hicks; * 1945), US-amerikanischer Skispringer
- David Hicks (Geistlicher) (* 1942), US-amerikanischer Militärgeistlicher
- David Hicks (Häftling) (* 1975), australischer Guantanamo-Häftling
- David Hicks (Basketballspieler) (* 1988), US-amerikanischer Basketballspieler
- David Nightingale Hicks (1929–1998), britischer Architekt und Designer
- Dawes Hicks (1862–1941), britischer Philosoph
- Dwight Hicks (* 1956), US-amerikanischer American-Football-Spieler

### E
- Edna Hicks (1895–1925), US-amerikanische Sängerin
- Edward Hicks (1780–1849), US-amerikanischer Maler
- Elias Hicks (1748–1830), US-amerikanischer Quäker
- Eric Hicks (Footballspieler) (* 1976), US-amerikanischer Footballspieler
- Eric Hicks (Basketballspieler) (* 1983), US-amerikanischer Basketballspieler
- Eric Hicks (Schauspieler) (* 1986), kanadischer Schauspieler, Filmproduzent, Filmregisseur und Model

### F
- Freddie Hicks (1899/1900–1931), britischer Motorradrennfahrer
- Frederick C. Hicks (1872–1925), US-amerikanischer Politiker
- Floyd Hicks (1915–1992), US-amerikanischer Politiker

### G
- George Hicks (1879–1954), britischer Politiker und Gewerkschaftsführer
- George Elgar Hicks (1824–1914), britischer Maler
- Granville Hicks (1901–1982), US-amerikanischer Schriftsteller und Literaturkritiker

### H
- Henry Hicks (Geologe) (1837–1899), britischer Mediziner, Geologe und Paläontologe
- Henry Hicks (Politiker) (1915–1990), kanadischer Jurist und Politiker
- Hinda Hicks, britische Popsängerin tunesischer Herkunft
- Hope Hicks (* 1988), US-amerikanische PR-Beraterin

### I
- India Hicks (* 1967), britisches Model
- Israel Hicks (1943–2010), US-amerikanischer Theaterregisseur

### J
- Jack Hicks, britischer Autorennfahrer
- John Hicks (Diplomat) (1847–1917), US-amerikanischer Diplomat
- John Hicks (Hockeyspieler) (* 1938), neuseeländischer Hockeyspieler
- John Hicks (Pianist) (1941–2006), US-amerikanischer Jazzpianist
- John Hicks (Baseballspieler) (* 1989), US-amerikanischer Baseballspieler
- John Braxton Hicks (1823–1897), britischer Arzt und Geburtshelfer, siehe Braxton-Hicks-Kontraktion
- John F. Hicks (* 1949), US-amerikanischer Diplomat
- John R. Hicks (1904–1989), britischer Wirtschaftswissenschaftler
- John Victor Hicks (1907–1999), britischer Schriftsteller und Dichter
- Johnny Hicks (1918–1997), US-amerikanischer Musiker
- Jordan Hicks (* 1992), US-amerikanischer American-Football-Spieler
- Joshua Hicks (* 1991), australischer Ruderer
- Josiah Duane Hicks (1844–1923), US-amerikanischer Politiker
- Juan Carlos Romero Hicks (* 1955), mexikanischer Politiker

### K
- Kathleen Hicks (* 1970), US-amerikanische Sicherheitsexpertin
- Kelvin Hicks (1958–2013), US-amerikanischer Basketballspieler

### L
- Lancelot William Joynson-Hicks (1902–1983), britischer Politiker
- Larry Hicks (* 1958), US-amerikanischer Politiker
- Lilian Hicks (1853–1924), englisch-britische Suffragette
- Louise Day Hicks (1916–2003), US-amerikanische Politikerin

### M
- Malcolm Hicks (* 1987), neuseeländischer Leichtathlet
- Mar Hicks, Historikerin für Technologie, Gender und das moderne Europa
- Marie Hicks (1923–2007), afro-amerikanische Bürgerrechtsaktivistin
- Mar Hicks (Historikerin), US-amerikanische Historikerin
- Maurice Hicks (* 1978), US-amerikanischer American-Football-Spieler
- Michael Hicks (Basketballspieler, 1976) (* 1976), panamaischer Basketballspieler
- Michael Hicks (Basketballspieler, 1983) (* 1983), US-amerikanisch-polnischer Basketballspieler
- Michael Hicks Beach, 1. Earl St. Aldwyn (1837–1916), britischer Adliger und Politiker
- Michael Hicks Beach, Viscount Quenington (1877–1916), britischer Adliger und Politiker
- Michael Hicks Beach, 2. Earl St. Aldwyn (1912–1992), britischer Adliger und Politiker
- Michael Hicks Beach, 3. Earl St. Aldwyn (* 1950), britischer Peer und Politiker
- Michele Hicks (* 1973), US-amerikanische Schauspielerin

### P
- Pamela Hicks (* 1929), britische Adelige
- Peggy Glanville-Hicks (1912–1990), australische Komponistin

### R
- Ramón Hicks (* 1959), paraguayischer Fußballspieler
- Ray Hicks (1917–1974), britischer Radrennfahrer
- Rivers Keith Hicks (1878–1964), kanadischer Romanist und Fremdsprachendidaktiker
- Robert Drew Hicks (1850–1929), britischer Klassischer Philologe und Philosophiehistoriker
- Ronald Hicks (* 1967), US-amerikanischer Geistlicher und römisch-katholischer Bischof von Joliet in Illinois
- Rosalind Hicks (1919–2004), britische Tochter der Schriftstellerin Agatha Christie
- Russell Hicks (1895–1957), US-amerikanischer Schauspieler

### S
- Sarah Hicks (Badminton) (* 1978), australische Badmintonspielerin
- Sarah Hicks (Dirigentin), japanisch-amerikanische Dirigentin
- Scott Hicks (* 1953), australischer Filmregisseur
- Seymour Hicks (1871–1949), britischer Schauspieler, Schriftsteller, Drehbuchautor und Regisseur
- Sheila Hicks (* 1934), US-amerikanische Textilkünstlerin
- Stephen Hicks (Musiker) (* 1949), britischer Kirchenmusiker und Komponist
- Stephen Hicks (Philosoph) (* 1960), kanadisch-amerikanischer Philosoph
- Stephen J. Hicks (1955–2013), US-amerikanischer Fotograf

### T
- Taral Hicks (* 1974), US-amerikanische Sängerin und Schauspielerin
- Taylor Hicks (* 1976), US-amerikanischer Sänger
- Thomas Hicks (Maler) (1823–1890), US-amerikanischer Maler
- Thomas Hicks (Leichtathlet) (1876–1952), US-amerikanischer Leichtathlet
- Thomas Hicks (Bobfahrer) (1918–1992), US-amerikanischer Bobfahrer
- Thomas Hicks, bekannt als Tommy Steele (* 1936), britischer Schauspieler und Sänger
- Thomas Holliday Hicks (1798–1865), US-amerikanischer Politiker
- Tom Hicks (* 1946), US-amerikanischer Unternehmer
- Tony Hicks (Musiker, 1945) (Anthony Christopher Hicks; * 1945), britischer Gitarrist und Sänger, Mitglied von The Hollies
- Tony Hicks (Musiker, 1948) (1948–2006), britischer Schlagzeuger
- Tony Hicks (Basketballspieler) (* 1994), US-amerikanischer Basketballspieler
- Tyler Hicks (Fotojournalist) (* 1969), US-amerikanischer Fotojournalist
- Tyler Gregory Hicks (* 1921), US-amerikanischer Maschinenbauingenieur, Autor und Herausgeber

### W
- Wayne Hicks (* 1937), US-amerikanischer Eishockeyspieler
- Whitehead Hicks (1728–1780), von 1766 bis 1776 Bürgermeister von New York City
- William Hicks (1830–1883), britischer Offizier
- William Mitchinson Hicks (1850–1934), britischer Mathematiker und Physiker
- William Joynson-Hicks, 1. Viscount Brentford (1865–1932), britischer Politiker
- Wolfgang Hicks (1909–1983), deutscher Karikaturist